# نوربرت فاركاس
نوربرت فاركاس (بالمجرية: Farkas Norbert)‏ هو لاعب كرة قدم مجري في مركز الدفاع، ولد في 2 يناير 1977 في بيتش في المجر. لعب مع ناتسبيرنوفلاغ أكوريرار ونادي ديوسجوري.

## وصلات خارجية
- نوربرت فاركاس على موقع Soccerway.com (الإنجليزية)